# Міграційна криза на кордоні між Білоруссю та ЄС (з 2021)
Міграційна криза на кордоні між Білоруссю та ЄС — криза, ініційована 2021 року білоруською владою за підтримки РФ. Є елементом міграційної кризи в ЄС, викликаної організованим переміщенням мігрантів (з Іраку, Сирії, Ємену, Афганістану та Близького Сходу) через білорусько-польський, білорусько-литовський і білорусько-латвійський кордони. Спеціалісти фіксували зниження активності мігрантів протягом 2022 року, та на початку 2023-го криза знову активізувалася.

## Передісторія
2021 року білоруська влада організувала канали перекидання мігрантів з країни через кордон ЄС спершу до Литви, а потім до Польщі. Самопроголошений президент Лукашенко та міністр МЗС Білорусі Володимир Макей визнали, що підтримка контрабанди нелегалів є відповіддю на санкції ЄС проти Білорусі, які своєю чергою стали наслідком фальсифікацій на президентських виборах 2020 року та репресіями проти опозиції. Перекидання людей через кордон здійснюється за активної допомоги білоруських прикордонних служб. Водночас білоруська влада ускладнила виїзд громадян власної країни як на шенгенський кордон, так і на білорусько-український.

## Перебіг подій

### 2021

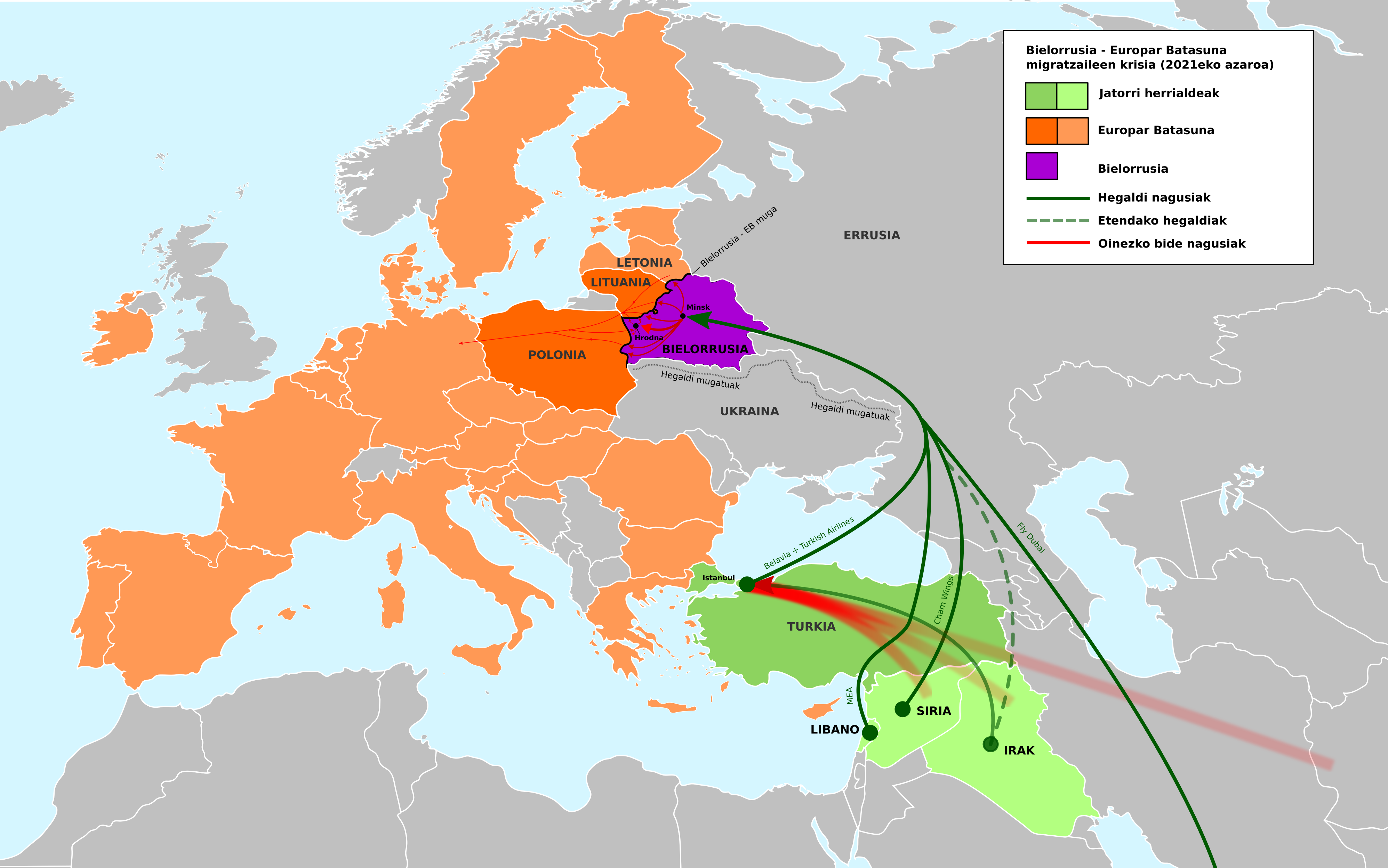
Напрямки руху мігрантів протягом осені 2021 року

У жовтні 2021 року кілька авіаліній, серед них Белавія, Аерофлот, Turkish Airlines та сирійська Cham Wings Airlines почали завозити мігрантів до Мінська.
8 листопада білоруська влада за підтримки озброєнних прикордонників із собаками направила колону мігрантів до кордону з Польщею в районі перепуску Кузьниця-Брузгі, серед них є жінки з дітьми. Колона мігрантів розтягнулася на сотні метрів. Через значний наплив мігрантів Польща терміново (час збору 6 годин) скликала війська територіальної оборони на допомогу прикордонникам. Мігранти намагалися атакувати польських прикордонників, яких було в рази менше. У деяких білоруських прикордонників помітили інструмент для різання прикордонних металевих загороджень.
9 листопада дві великі групи мігрантів прорвалися до Польщі через прикордонні паркани. Це сталося біля містечка Кринки в Підляському воєводстві й села Біловежа. Деяких вдалося повернути до Білорусі. Того ж дня польська прикордонна служба закрила перехід Брузги-Кузниця на польсько-білоруському кордоні. Станом на 10 листопада на кордоні перебувало до 2-3 тис. нелегалів.
13 листопада мігранти жбурляли каміння в прикордонників. Білоруська влада привозила на вантажівках їм щебінь.
13 листопада в очікуванні санкцій ЄС проти Білорусі та авіакомпаній, які перевозять мігрантів до Білорусі, Cham Wings Airlines призупинила рейси до Мінська. Іран та Туреччина за день до того заборонили продавати квитки для громадян Сирії, Іраку та Афганістану. Згодом аналогічні обмеження оголосили Ліван, ОАЕ та Узбекистан.
14 листопада білоруські прикордонники роздавали мігрантам газ у балончиках. Біля села Черемха польських прикордонників сліпили лазерними вказівками та стробоскопами, намагалися автомобілем зруйнувати прикордонну огорожу.
15 і 17 листопада Ангела Меркель провела переговори з Лукашенком, це була перша розмова європейського лідера з ним після сфабрикованих виборів у серпні 2020. Лукашенко намагався виставити власні вимоги — його визнають легітимним президентом і тоді він затримає мігрантів. Низка країн розкритикувала сам факт розмови Меркель, оскільки таким чином вона «легалізувала» Лукашенка. 16 листопада під час чергової спроби прориву кордону польські поліціянти відповіли водометами.
17 листопада ситуація на кордоні суттєво напружилася, польські військові звітували про те, як до кордону мікроавтобусами привозили групи мігрантів. Окрім того мігранти кидали у прикордонників світлошумові гранати. Це були ті ж гранати чеського виробництва, що закупила Білорусь раніше і які використовувати для розгонів протестів у Білорусі.
18 листопада велика група мігрантів прорвалася через кордон біля населеного пункту Дубичі Церковні. Затримали близько 100 осіб. Кількох людей було госпіталізовано, також на кордоні померла однорічна дитина, кількість жертв зросла до 12 осіб.
20 листопада Литва створила військову базу біля кордону з Білоруссю, на ній було розташовано військових, які допомагають прикордонникам.
25 листопада самопроголошений керівник Білорусі запропонував ЄС оплатити повернення мігрантів до Іраку. 26 листопада майже дві сотні мігрантів повторно штурмували польсько-білоруський кордон. Польські поліціянти заявили про 217 спроб незаконного перетину кордону з боку Білорусі.
30 листопада кількість спроб прорвати кордон суттєво зменшилась, але як і раніше, такі спроби проходили за підтримки білоруських військових.
1 грудня міністр МВС Польщі Маріуш Каміньський ввів заборону на відвідування білоруського кордону до 1 березня 2022 року. Відтоді на прикордонній території дозволено перебувати виключно місцевим жителям та людям із відповідними дозволами.
6 грудня до кордону з Білоруссю прибули естонські військові для допомоги в контролі ситуації. Основною задачею для них було зведення й ремонт загороджень.
7 грудня в лісі біля Вільхівки, за 9 км від кордону, було виявлено тіло мігранта з паспортом Нігерії у наплічнику.
8 грудня влада Литви запровадила виплати для мігрантів, які вже перетнули кордон і до 22 січня 2022 року погодяться повернутися на батьківщину. Ініціативу запровадила міністр МВС Литви Агне Білотайте. З цього ж дня 155 британських солдатів допомагають армії Польщі та прикордонникам контролювати ситуацію на кордоні. Того ж дня «влада» Білорусі звинуватила Україну в «недружніх стосунках» через зосередження військових України біля кордону.
Тоді ж польські прикордонники в Кузниці затримали громадянина Сирії, що перевозив п'ятьох мігрантів з Іраку. Він відмовився зупинити авто, прикордонники переслідували його та застосували попереджувальний постріл. Загалом протягом доби польські прикордонники зафіксували 80 спроб прориву кордону, було затримано 23 осіб.
9 грудня Британія додатково відправила 140 військових інженерів для надання допомоги польським прикордонникам.
13 грудня прес-секретар польської прикордонної служби Ганна Михальська заявила, що білоруські міліціянти забезпечують мігрантів цеглою та шматками бруківки, щоб вони могли атакувати польських солдатів та прорвати кордон.
16 грудня двох польських військовослужбовців було поранено під час відбиття чергової спроби прориву кордону.
16 грудня польський солдат Чечко Еміль (нар. 1996) втік до Білорусі через кордон, попросивши там політичного притулку. 20 грудня його було звільнено, також звільнили командира батареї, командира взводу і командира 2-го дивізіону в Венгожеві. Солдат залишив зброю в частині та втік, до закінчення служби йому лишалося кілька днів.
19 та 20 грудня група з 69 мігрантів із Білорусі знову намагалися прорвати кордон Польщі, це відбувалося на ділянках застав у Пласку, Наревці та Дубичах Церківних. Біля Черемхи мігранти намагалися закидали силовиків камінням, було затримано 20 осіб. Мігранти за допомоги міліціянтів Білорусі використовували таку тактику: поки одні кидали каміння у польських поліціянтів, білоруські міліціянти засліплювали їх лазерами та стробоскопами, тим часом у іншому місці мігранти намагалися перетнути кордон.

### 2022
10 січня польський кордон знову намагалися прорвати нелегали з Білорусі, постраждав прикордонник.

### 2023
У лютому польські прикордонники зафіксували зростання кількості нелегальних мігрантів, які намагалися незаконно перетнути кордон Білорусі з Польщею. За даними Прикордонної служби Польщі, люди, які переправляли мігрантів, вербувалися злочинними угрупованнями серед молодих іноземців, які легально жили в Білорусі, часто — студентів вишів з Іраку, Туреччини чи колишнього СРСР.

### 2024
Прикордонна служба Польщі 28 травня, заявила, що мігранти, які намагалися незаконно перетнути польсько-білоруський кордон поранили ножем прикордонника і солдата польського війська. 6 червня стало відомо що помер військовий, якого 28 травня поранив ножем мігрант на білорусько-польському кордоні. Тоді ж у Польщі вирішили скликати Раду національної безпеки через загострену ситуацію на кордоні з Білоруссю.

## Мігранти
Найбільше мігрантів із Іраку — переважно курди із північних міст Іраку: Шиладізе, Ербіль та Сулейманія. За даними Голоса Америки, деякі мігранти із Шиладізе платять контрабандистам до $12 тис. за те, щоб досягти Німеччини. Після того, як були скасовані рейси із Багдаду до Мінська у серпні, мігранти почали літати через ОАЕ, Ліван, Сирію та Туреччину. Белавія орендувала в Ірландії літаки і цими літаками перевозила біженців. У Мінську бачили мігрантів, які з пачками грошей закуповували зимовий одяг та інші необхідні речі. У Польщі заявили, що режим Лукашенка заробив мільйони доларів на незаконній міграції.
Значно рідше їдуть із Сирії, Конго та Камеруну.